# Fight for My Way
Production
Diffusion
Fight for My Way (hangeul : 쌈 마이웨이 ; RR : ssam maiwei ; litt. « combattez à ma manière ») est une série télévisée sud-coréenne, créée par Lim Sang-choon et diffusée du 22 mai au 5 janvier 2017 sur la chaîne KBS2,.

## Synopsis
L'histoire est celle des outsiders avec de grands rêves et des spécifications de troisième ordre qui luttent pour survivre et aspirent au succès avec une carrière pour laquelle ils ne sont pas qualifiés. Une amitié de longue date se transforme en romance entre deux amis immatures Ko Dong-man et Choi Ae-ra dont la dynamique enfantine n'a pas changé malgré l'âge adulte.

## Distribution

### Acteurs principaux
- Park Seo-joon : Ko Dong-man
  - Jo Yeon-ho : Ko Dong-man, jeune
- Kim Ji-won : Choi Ae-ra
  - Lee Han-seo : Choi Ae-ra, jeune
- Ahn Jae-hong : Kim Joo-man
- Song Ha-yoon : Baek Seol-hee
  - Kim Ha-eun : Baek Seol-hee, jeune

### Acteurs secondaires
- Son Byong-ho : Go Hyung-shik
- Kim Ye-ryeong : Park Soon-yang
- Jo Eun-yoo : Go Dong-hee
  - Go Na-hee : Go Dong-hee, jeune
- Lee Elijah : Park Hye-ran
- Kim Sung-oh : Hwang Jang-ho
- Jeon Bae-soo : Choi Cheon-gap
- Jin Hee-kyung : Hwang Bok-hee
- Kang Ki-dong : Jang Kyung-goo
- Pyo Ye-jin : Jang Ye-jin
- Kim Hee-chang : le chef de département Choi
- Lee Jung-eun : Geum-bok
- Kim Hak-sun : Baek Jang-soo

## Musique
1. Dumbhead – Arie Band
2. Good Morning (굿모닝) – Kassy
3. Fight for My Way (쌈,마이웨이) – HerCheck (Super Kidd), 2morrow
4. Ambiguous (알듯 말듯해) – Seo Eun-kwang, Im Hyun-sik, Yook Sung-jae (BtoB)
5. Night Is Gone, Again (또 밤이 지나버렸네) – Ryu Ji-hyun